# Wilhelm Drumann
Wilhelm Karl August Drumann (ur. 11 czerwca 1786 w Danstedt koło Halberstadt, zm. 29 lipca 1861 w Królewcu) – niemiecki historyk.
Uzyskał doktorat w 1810 w Helmstedt na podstawie traktatu "De ratione ac disciplina Romanorum literas artesque tractandi". W 1812 obronił habilitację z historii starożytnej na Uniwersytecie w Halle. W latach 1817–1856 wykładał na Uniwersytecie w Królewcu od 1821 jako profesor zwyczajny.

## Dzieła
- razem z Paulem Groebe: Geschichte Roms in seinem Übergang von der republikanischen zur monarchischen Verfassung, oder: Pompeius, Caesar, Cicero und ihre Zeitgenossen. 6 Bände. Königsberg 1834-1844 (2. Auflage: Leipzig 1899-1929; Nachdruck: Olms, Hildesheim 1964)
- Geschichte Bonifacius VIII. 2 Bände. Königsberg 1852.
- Die Arbeiter und Communisten in Griechenland und Rom. Königsberg 1860 (Nachdruck: Amsterdam 1968)
- Versuch einer Geschichte des Verfalls der griechischen Staaten. Berlin 1820, in der Nicolaischen Buchhandlung.
- Historisch-antiquarische Untersuchungen über Aegypten oder die Inschrift von Rosette. Königsberg 1823.